# Margriet van Breevoort

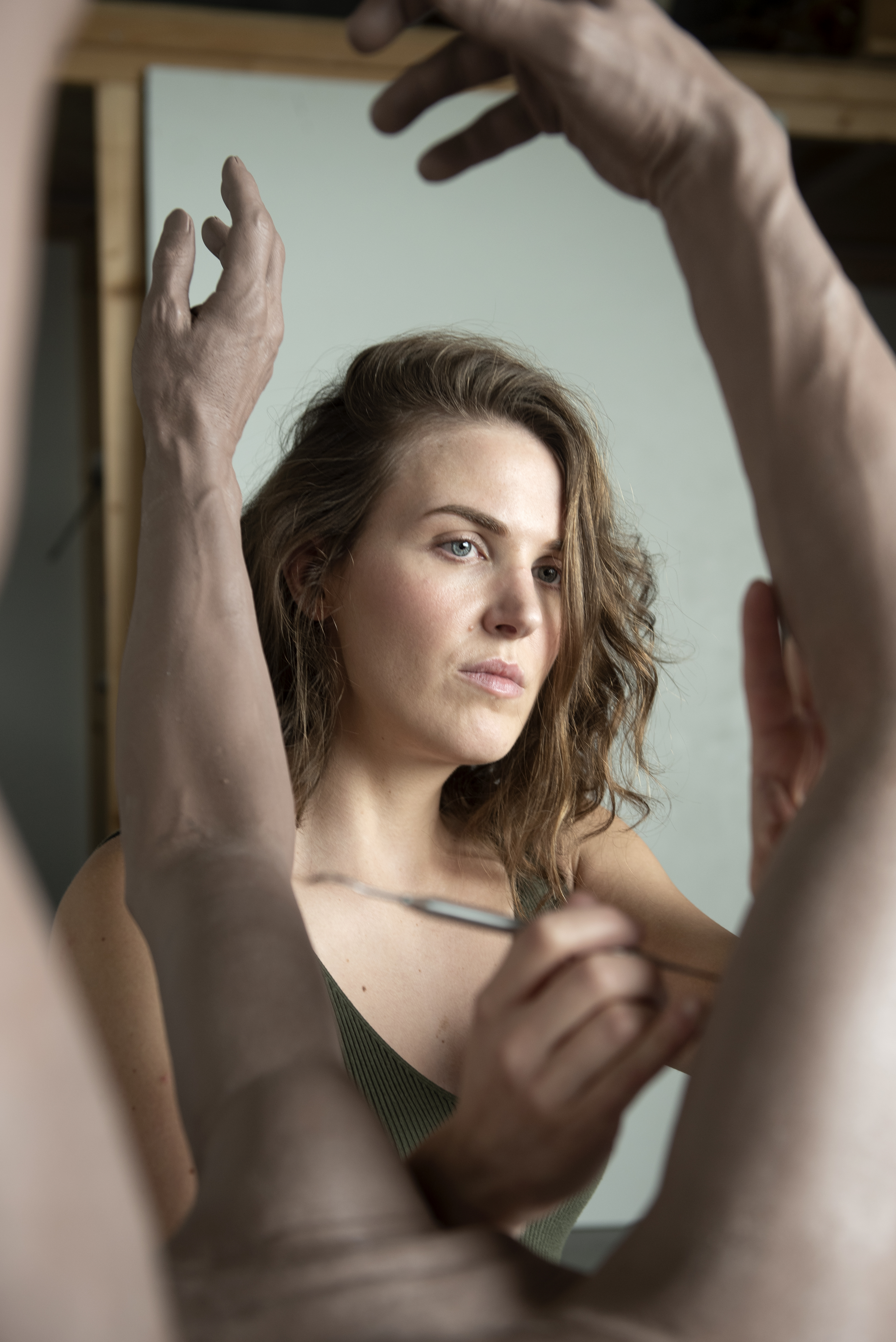
Margriet van Breevoort (2024)

Margriet van Breevoort (* 22. Juni 1990 in Amsterdam) ist eine niederländische Bildhauerin und Zeichnerin.

## Leben und Werk
Margriet van Breevoort absolvierte von 2007 bis 2008 ein Orientierungsjahr an der Koninklijke Academie van Beeldende Kunsten in Den Haag und studierte anschließend von 2008 bis 2013 an der Hogeschool voor de Kunsten Utrecht und über das Erasmus-Programm an der Universität Complutense Madrid. Das Studium schloss sie 2013 mit dem Diplom mit Auszeichnung ab. Margriet van Breevoort lebt und arbeitet in Amsterdam.
Im Jahr 2016 erhielt Margriet van Breevoort ein Stipendium des Mondriaan Fonds zur Förderung junger Talente. Im selben Jahr gewann sie mit ihrer Skulptur „Homunculus Loxodontus“ den Publikumspreis der jährlichen Skulpturenausstellung „Beelden in Leiden“. Die Statue wurde vom Medizinischen Zentrum der Universität Leiden gekauft und am Haupteingang des Krankenhauses aufgestellt. Das Werk wurde in Russland und der Ukraine zu einem Internethit.
Margriet van Breevoort fertigt Zeichnungen und bis ins Detail ausgearbeitete hyperrealistische Skulpturen aus Silikon und Epoxidharz mit anthropomorphen Merkmalen. Sie gestaltet „glaubwürdige, lebensechte Figuren mit menschlichen Eigenschaften“, die den Betrachter bewusst in die Irre führen.

## Werke (Auswahl)

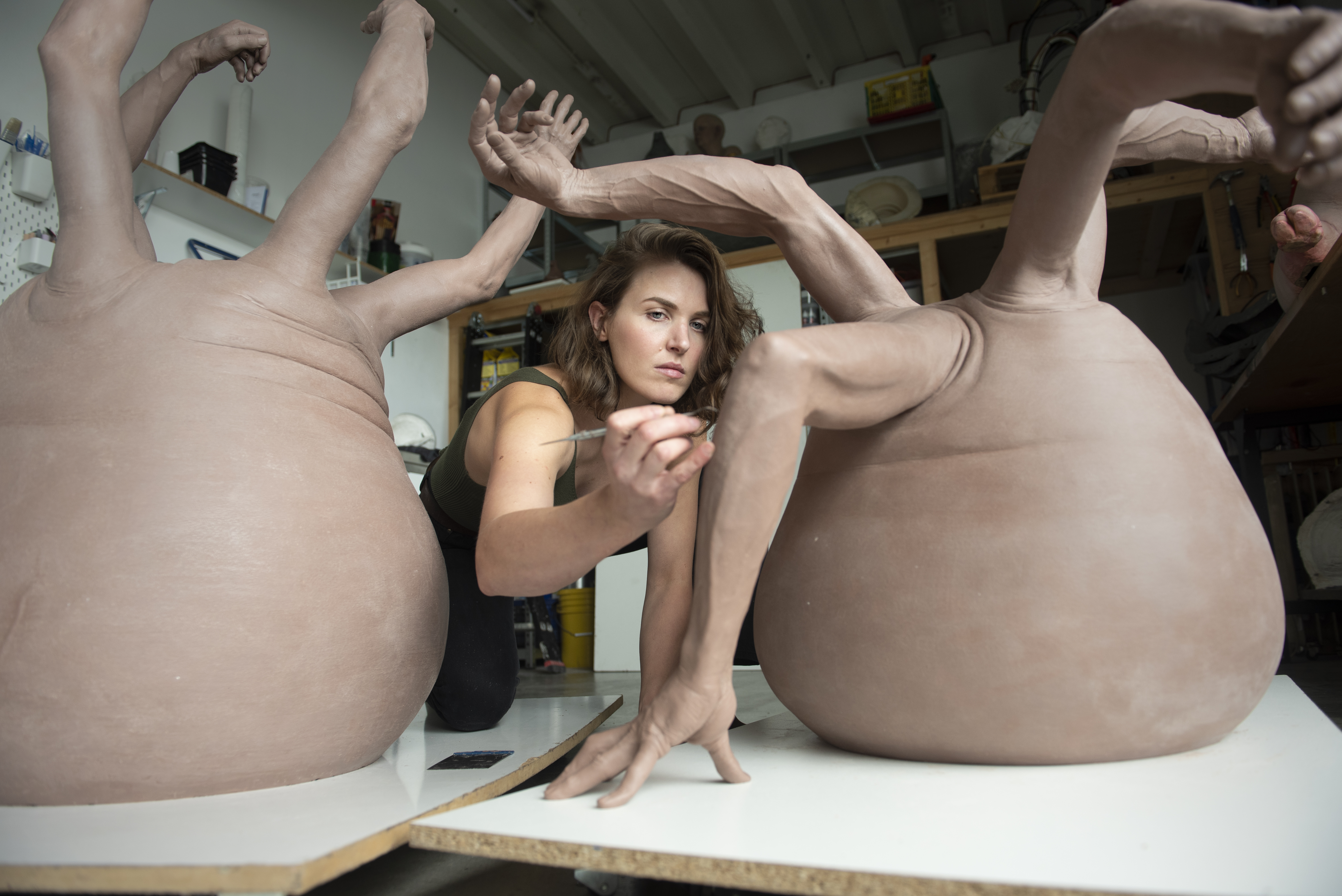

- 2015: „Twisted Fairy Tales“, Wijkservicecentrum Kanaleneiland, Utrecht
- 2016: „Homunculus Loxodontus“, Sammlung des Universitätsklinikums Leiden
- 2016: „The tourist“. Hyperrealistische Figur aus Silikon, Epoxidharz, Maschendraht, Zement, Holz, Stahl, Haaren, Glas, Kleidung. Sammlung Museum Arnhem[2]
- 2017: „The waiting“, Halle des Priorats, Sammlung Buitenplaats Doornburgh[6]

## Ausstellungen (Auswahl)

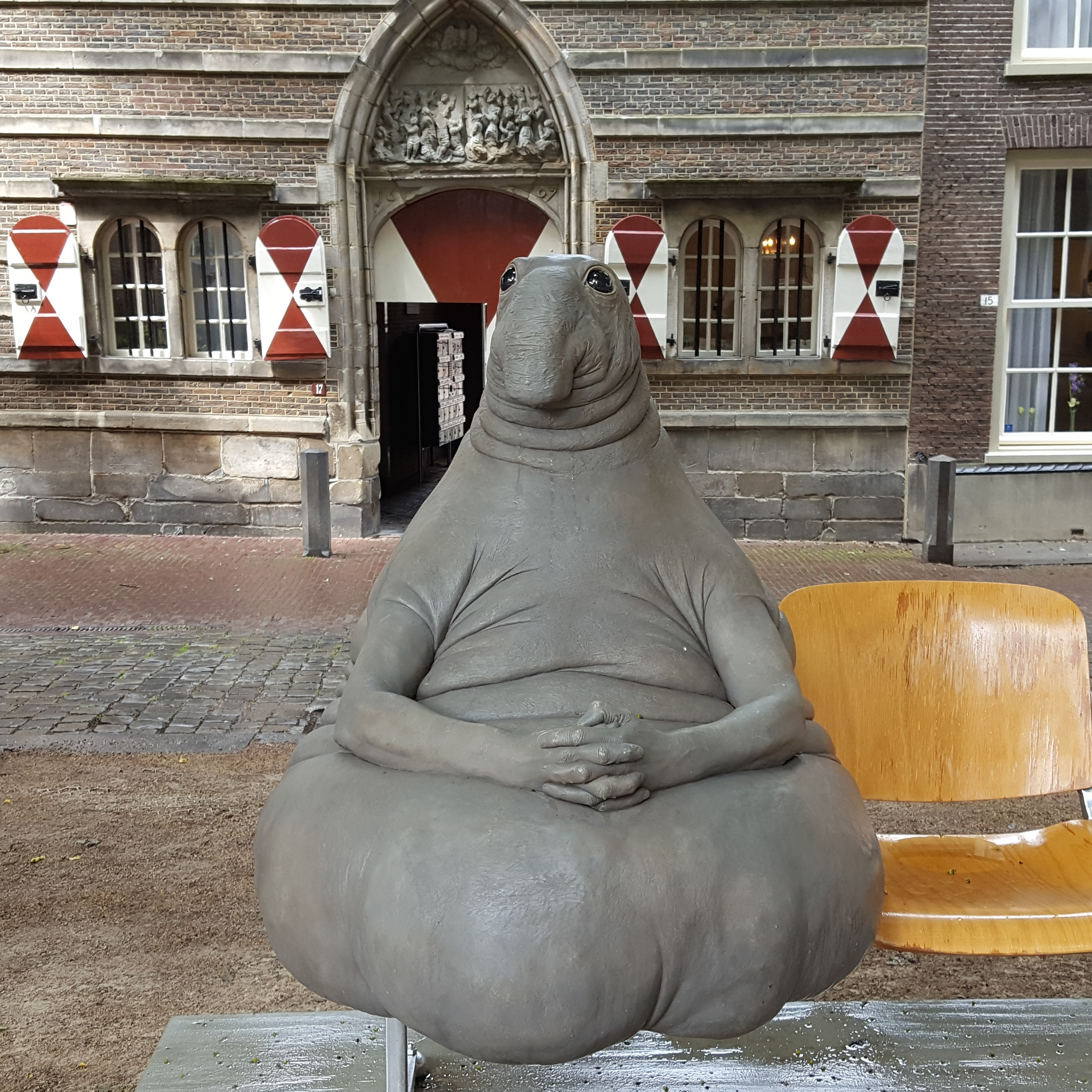
Homunculus Loxodontus

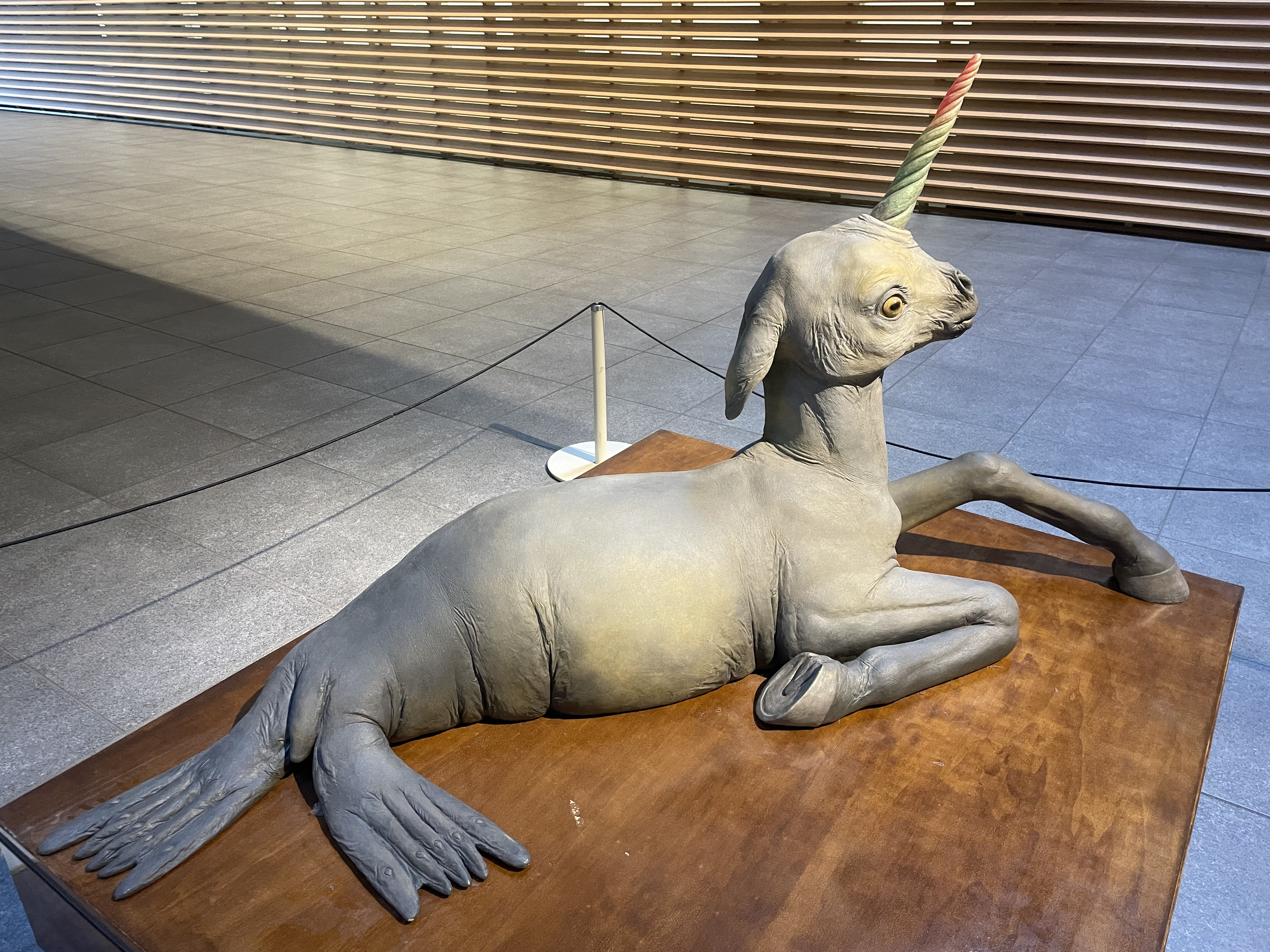
Leo Mare Unicornicus

- 2024 Einzelausstellung, Technische Universität Delft
- 2023/2024 Prikkel, Buitenplaats Doornburgh, Maarssen[7]
- 2022: More & meer, Museum More, Gorssel
- 2022: Empowerment, North Sea Jazz Festival, Rotterdam
- 2022: BBA Art Prize, Kühlhaus am Gleisdreieck, Berlin
- 2021: Passie en obsessie, Stedelijk Museum, Sint-Niklaas, Belgien
- 2021: Counterbodies, Art Rotterdam
- 2021: Art Rock, Museum Saint-Brieuc, Frankreich
- 2020: Nieuwe aarde: 12 visioenen, Westerkerk, Amsterdam
- 2019/2020: Jusqu’ici tout va bien?, Centquatre-Paris, Paris
- 2019: Einzelausstellung, Pulchri Studio, Den Haag
- 2019/2020: Out of office, Singer Laren, Laren
- 2018: Hyperrealisme Sculptuur, Kunsthal Rotterdam
- 2017: Into the void, Duo show with Krystyna Ziach, NL=US, Rotterdam
- 2017: Prospects/concepts, Art Rotterdam, Van-Nelle-Fabrik, Rotterdam
- 2016: Maelström, de kracht van het ongrijpbare, Arti et Amicitiae, Amsterdam
- 2016: Beelden in Leiden, Hooglandse kerkgracht, Leiden
- 2015/2016: Soloausstellung, Melkweg, Amsterdam
- 2014: KAAP, Fort Ruigenhoek, Utrecht
- 2011: Hemelse Zomer 3 en Beeldentuin, Galerie de Ploegh, Soest[3]